# Polizeiruf 110
Polizeiruf 110 is een Duitse krimiserie, die in de DDR is begonnen als tegenhanger van het West-Duitse Tatort. De eerste uitzending was op 27 juni 1971.
In tegenstelling tot West-Duitse series als Derrick en Der Alte had Polizeiruf 110 niet altijd moord als thema. Ook diefstal, roof, drankmisbruik, ontvoering en bedrog kwamen aan bod, vaak met een moraliserende ondertoon, die de hand van de censuur van de DDR verried. Een gemaakte aflevering met als thema een vlucht naar het Westen mocht niet worden getoond. 
Na de Duitse hereniging werd Polizeiruf 110 voortgezet. Het is na Tatort de belangrijkste krimiserie en is in kwaliteit en opzet daarmee gelijkwaardig. Net als Tatort speelt Polizeiruf 110 zich af in diverse steden met eigen rechercheteams. Afleveringen beperken zich niet meer tot het voormalig DDR-gebied, maar komen ook uit Polen en Beieren.  

## Acteurs
Vaste spelers in de DDR-periode waren:
- Peter Borgelt als Hauptmann Fuchs
- Jürgen Frohriep als Oberleutnant Hübner
- Sigrid Göhler als Leutnant Vera Arndt
- Andreas Schmidt-Schaller als Oberleutnant Grawe
- Lutz Riemann als Oberleutnant Zimmermann
- Günter Naumann als Hauptkommissar Beck

Latere series (na die Wende) zijn:
- München (BR): Edgar Selge als Kriminalhauptkommissar (hoofdcommissaris van recherche) Jürgen Tauber en Michaela May als Jo (Josephine) Obermaier (Tauber und Obermaier, 2001-2009)
- Rostock, NDR: Charly Hübner als Kriminalhauptkommissar Alexander "Sacha" Bukow en Anneke Kim Sarnau als onderzoeker Katrin König (Bukow und König, 2010-heden)
- Potsdam en Słubice, RBB: Maria Simon en Lucas Gregorowicz als Kriminalhauptkommissare Olga Lenski (2015-2021) en Adam Raczek (2015-2022)
- Magdeburg, MDR: Claudia Michelsen als Kriminalhauptkommissar Doreen Brasch (2013-heden)
- München, BR: Verena Altenberger als Polizeioberkommissar Elisabeth Eyckhoff (2019-2023)